# Senožaty
Senožaty (deutsch Heumahd) ist eine Gemeinde in Tschechien. Sie liegt zwölf Kilometer nordwestlich von Humpolec und gehört zum Okres Pelhřimov.

## Geographie
Senožaty befindet sich in der Böhmisch-Mährischen Höhe auf einem Höhenzug zwischen den Tälern der Želivka und ihres Zuflusses Martinický potok. Gegen Norden erstreckt sich in beiden Tälern der Stau der Talsperre Švihov. Südlich erhebt sich der Hügel Nečický vršek (508 m).
Nachbarorte sind Děkančice, Hroznětice und Vojslavice im Norden, Chalupy und Koberovice im Nordosten, U Vokouna, Býkovka, Otavožaty, Miletín, Ždíry, Lhotice und Závodí im Osten, Vitice und Milostice im Südosten, Tukleky und Nečice im Süden, Číhovice und Jiřičky im Südwesten, Košetice, Horka und Onšov im Westen sowie Nový Dvůr und Syrov im Nordwesten.

## Geschichte
Der Ort wurde am Übergang vom 12. zum 13. Jahrhundert durch das Kloster Seelau gegründet. Die erste urkundliche Erwähnung von Senožatný erfolgte im Jahre 1352. 1372 wurde Senožatný als Städtchen bezeichnet. 1384 entstand eine steinerne Pfarrkirche, die Jakobus dem Älteren geweiht wurde. Der Ort gehörte zu den Gütern des Klosters, das auch die geistliche Betreuung innehatte. Nach Senožatný waren die Dörfer Otavožaty, Čihovice, Nečice, Tukleky, Syrov und Děkančice eingepfarrt. Das Wappen von Senožaty entstand im Jahre 1651.
1678 untersuchte der Abt Strobl zusammen mit dem Iglauer Apotheker Kauzmann das Wasser eines Brunnens, dem heilende Wirkung zugesprochen wurde. Strobl ließ sich daraufhin umgehend ein Bad erbauen und das Wasser anwärmen. 1679 lobte Bohuslav Balbín den Sauerbrunnen von Senožaty in seiner Schrift Additamenta ad libry. Strobl kurierte sich regelmäßig im Sommer und Herbst in Senožaty und auch andere Geistliche erhielten die Erlaubnis zur Benutzung des Bades.
Am 31. Dezember 1749 vernichtete ein Großbrand 13 Anwesen. Einem weiteren Feuer fielen am 14. Juni 1772 43 Häuser einschließlich der Kirche und des Pfarrhauses zum Opfer. Der Stadtbrand vom 15. Mai 1814 legte 51 Häuser in Schutt und Asche, er erfasste wiederum auch die Kirche und das Pfarrhaus.
Nach der Aufhebung der Patrimonialherrschaften bildete Senožaty ab 1850 mit den Ortsteilen Otavožaty, Tukleky und Nečice eine Marktgemeinde in der Bezirkshauptmannschaft Německý Brod. 1890 löste sich Tukleky los und bildete eine eigene Gemeinde. Zu Beginn des 20. Jahrhunderts begann in Senožaty die Fertigung von Perlmuttknöpfen, die auch ins Deutsche Reich exportiert wurden. Ab 1910 gehörte Senožaty zum Bezirk Humpolec. 1948 verlor Senožaty den Status eines Městys.
1952 wurde in Senožaty eine Garnison der Tschechoslowakischen Armee stationiert. 1961 wurde die Gemeinde dem Okres Pelhřimov zugeordnet. Ende der 1960er Jahre begann der Bau der Talsperre Švihov, durch den das nördlich des Dorfes gelegene tief eingeschnittene romantische Tal in den Flussschleifen der Želivka bis zur Bielamühle ab 1976 in einem Stausee versank. Im Jahre 1974 erfolgte die Eingemeindung von Tukleky. Der Garnisonsstandort wurde 1994 aufgelöst, die Kaserne steht seit dieser Zeit leer. Am 13. Juni 2004 wurde die Gemeindefahne geweiht.
Nach neueren Untersuchungen des Sauerbrunnens wurde ein Nitratgehalt von etwa 120 mg/l festgestellt und das Wasser dient heute lediglich Bewässerungszwecken.

## Gemeindegliederung
Die Gemeinde Senožaty besteht aus den Ortsteilen Nečice (Netschitz), Otavožaty (Grünmahd), Senožaty (Heumahd) und Tukleky (Tuklek) sowie den Ansiedlungen Ždíry (Zdiry), Závodí (Zawodsky), U Vokouna und Býkovka. Grundsiedlungseinheiten sind Nečice, Otavožaty, Senožaty, Tukleky und Závodí.
Das Gemeindegebiet gliedert sich in Katastralbezirke Nečice, Senožaty und Tukleky.

## Sehenswürdigkeiten
- Kirche Johannes des Täufers, der ursprünglich Jakobus dem Älteren geweihte gotische Bau wurde 1727 unter dem Abt Daniel Schindler barock umgestaltet. Nach den Bränden von 1772 und 1814 erfolgte 1818 der Wiederaufbau. Seit 1818 ist die Kirche Johannes dem Täufer geweiht.
- Pfarrhaus
- barockes Bauerngut Nr. 74 und 75, die frühere Ausspanne mit verzierten Giebeln wurde teilweise rekonstruiert
- denkmalgeschützte Winterlinde, der am Platz Za sady stehende 25 m hohe Baum hat einen Stammumfang von 3,93 m
- Kapelle in Otavožaty
- Kapelle in Tukleky
- Kapelle in Nečice